# Montanalestes
Montanalestes è un genere di mammifero estinto vissuto nel Nordamerica durante il Cretaceo inferiore.

## Fossili
L'animale, di cui è stata ritrovata la mandibola, comprensiva di quattro premolari e tre molari, differisce dagli altri mammiferi primitivi come Kermackia e Aegialodon classificati nel raggruppamento denominato Tribosphenida (che comprende i mammiferi che partoriscono piccoli, e non uova, come i Metatheria, gli Eutheria e le forme arcaiche non chiaramente inseribili in una delle due infraclassi): in questi animali la dentatura presenta l'ultimo premolare modificato a livello di paraconidi e metaconidi, per farlo funzionare come molare, e solo tre molari. La dentatura di Montanalestes risulta invece più compatibile con quella del genere Prokennalestes, contemporaneo esponente degli Asioryctitheria vissuto in Mongolia e questa similitudine lo avvicinerebbe in maniera decisa agli Eutheria. Tuttavia Montanalestes si presenta già privo del canale di Meckel (ciò che rimane nella mandibola della cartilagine embrionale che la forma), caratteristica invece presente nel Prokennalestes, ma assente poi nelle forme successive di quell'ordine e di tutti i mammiferi attuali.
Al momento della sua scoperta nel 1999, il ricercatore Cifelli non ha inserito Montanalestes negli Eutheria, giudicando eccessiva la distanza fra i due generi e per non dover teorizzare una rapida radiazione geografica ed evolutiva come invece sembra essere accettata oggi dopo la scoperta di altri numerosi generi provenienti dalla Russia, dall'Uzbekistan, ma anche da più lontano come il Deccan dell'India.

Accettare la presenza di un esponente degli Eutheria già 110 milioni di anni fa (nella demarcazione fra Albiano e Aptiano) in Nordamerica (precisamente nella formazione Cloverly in Montana), apre le porte a nuove discussioni sulla portata di quella rapida radiazione e sulle possibili parentele con altri mammiferi comparsi successivamente in quelle zone.
A complicare leggermente questa possibilità è la presenza nella mascella del Montanalestes di un osso che mostra una depressione resa ruvida dalla presenza continua di una cavità coronoidea (un piccolo osso aggiuntivo): questa caratteristica è al momento considerata basale (cioè inedita, non riscontrata prima in nessun altro genere) per gli Eutheria.